# Марсело Торкуато де Альвеар
Ма́ксімо Марсе́ло Торква́то де Альвеа́р Паче́ко (ісп. Máximo Marcelo Torcuato de Alvear Pacheco; 4 жовтня 1868 — 23 березня 1942) — аргентинський адвокат, політик, дипломат. Обіймав посаду президента Аргентини з 12 жовтня 1922 до 12 жовтня 1928 року. Його правління було позначене зростанням автопромисловості і нафтовидобутку Аргентини, відсутністю конфліктів і високими темпами зростання ВВП.

## Біографія
Альвеар був сином Торкуато де Альвеара, першого мера Буенос-Айреса, і Марії Ельвіри Долорес Пачеко, дочки генерала. До політичного життя країни він увійшов як лідер антиперсоналістського угрупування партії Громадянський радикальний союз, співзасновником якої був Іполіто Ірігоєн. Фракція перебувала в опозиції до політики останнього.
1922 року президент Ірігоєн оголосив Альвеара своїм наступником. Упродовж його президентського терміну економіка Аргентини сягнула піку продуктивності та несподівано зупинилась через початок Великої Депресії. Після цього Альвеар пішов у відставку з поста глави держави.
Після перевороту 6 вересня 1930 року Альвеар стояв на чолі кількох невдалих змов, в тому числі і провальної революції 1932 року. В результаті він був заарештований і засланий до Європи. Отримавши гарантії безпеки від президента Агустіна Хусто, Альвеар повернувся на батьківщину 1935 року і навіть став кандидатом у президенти від Громадянського радикального союзу. Проте вибори 1937 року Альвеар програв, що історики назвали найбільшою фальсифікацією в аргентинській історії.